# Franz Neumann (Politikwissenschaftler, 1935)
Franz Xaver Neumann (* 12. Januar 1935 in Großborowitz, Tschechoslowakei; † 6. Dezember 2019 in Hausen (Pohlheim)) war ein deutscher Politologe, Hochschullehrer und Lokalpolitiker.

## Leben
Neumann kam nach der Vertreibung aus der Tschechoslowakei im Jahr 1946 nach Biskirchen und Leun bei Wetzlar. Er absolvierte am Philippinum in Weilburg im Jahr 1957 das Abitur. Anschließend studierte er zunächst Chemie und Mathematik und später Politikwissenschaft und Soziologie an der Universität Marburg, unter anderem bei Wolfgang Abendroth. Im Jahr 1963 absolvierte er sein Examen, 1966 promovierte er an der Universität Marburg mit einer Arbeit über den Bund der Heimatvertriebenen und Entrechteten (BHE), eine in den Jahren 1950 bis 1961 tätige deutsche Partei. Im Jahr 1968 trat Franz Neumann in die SPD ein.
Anschließend war Neumann Wissenschaftlicher Assistent an den Universitäten Marburg und Gießen und ab 1972 Professor für Politikwissenschaft in Gießen. In den Jahren 1981 bis 1989 war er Präsident der damaligen Gesamthochschule Kassel (heute Universität Kassel). Nach 1989 blieb er weitere 14 Jahre Honorarprofessor an der Universität Kassel; auch an der Universität Gießen nahm er von 1981 bis 2004 eine Gastprofessur wahr. Mehrfach war er als Lokalpolitiker tätig, so war er von 1977 bis 1981 Mitglied im Ortsbeirat seines Wohnortes Hausen, ab 1998 war er Mitglied im Kreistag des Landkreises Gießen, der ihn im Jahr 2001 zu seinem Vorsitzenden wählte. Bis zu seinem Ausscheiden im März 2011 war er Vorsitzender des Kreistages Gießen.

## Familie
Im Jahr 1963 heiratete er Erika Neumann, geborene Thürmer, mit der er zwei Kinder hatte.

## Arbeitsgebiete
- Politische Theorie und Ideengeschichte
- Ideologiekritik
- Politische Soziologie (insbesondere Parteientheorie und -soziologie)
- Deutsches Verfassungsrecht und Verfassungspolitik
- Politische Ethik
- Theorie und Grundfragen der Politischen Bildung
- Politische Systeme in Deutschland seit 1918[3]

## Veröffentlichungen
- Hrsg. und Einleitung, zus. mit K. Lenk: Theorie und Soziologie der politischen Parteien, 2 Bde., Darmstadt, Neuwied 1974.
- Würde und Leben sind antastbar oder Wer schützt den Menschen? In: Franz Neumann, ed.: Politische Ethik. Handbuch, Baden-Baden 1985.
- Hrsg. und Einleitung: Die Frankfurter Reichsverfassung. Reproduktion des Kasseler Originals ergänzt um die Unterschriften der Abgeordneten im Berliner Original und die Namen aus dem Reichs-Gesetz-Blatt vom 28. April 1849, Wiesbaden 1989.
- Über Gewaltverhältnisse oder Zur politischen Ethik im Schlaraffenland, in: B. Claußen, W. Gagel und Franz Neumann eds.: Herausforderungen – Antworten. Politische Bildung in den neunziger Jahren, Opladen 1991.
- Verfassungsdiskussion in Deutschland I: Staatsziele – Grundrechte – Partizipation, WOCHENSCHAU; Sonderausgabe, 43. Jg., Dez. 1992.
- Verfassungsdiskussion in Deutschland II: ‚Bewährtes bewahren‘ – Wenig Neues kam ins Grundgesetz, WOCHENSCHAU; Sonderausgabe, 45. Jg., Dez. 1994.
- Mehr Demokratie in der Bonner Republik? Keine oder zaghafte Schritte der Gemeinsamen Verfassungskommission von Bundestag und Bundesrat, In: Gegenwartskunde 2, 1994.
- Hrsg., zus. mit H. Drechsler und W. Hilligen: Gesellschaft und Staat. Lexikon der Politik, München 1995 (9., neubearbeitete und erweiterte Auflage).
- Demokratietheorie – Modelle zur Herrschaft des Volkes und Anarchismus – Theorien und Utopien von Freiheit und Herrschaftslosigkeit. In: Franz Neumann, ed.: Handbuch Politische Theorien und Ideologien, Bd. 1 und 2, Opladen 1995/1996.
- Konservierung der „super-repräsentativen“ Demokratie des Grundgesetzes. Zur Arbeit der Gemeinsamen Verfassungskommission im Kontext der Verfassungsdiskussion nach der deutschen Einheit, in: Die Demokratie überdenken. Ein Modell vor neuen Herausforderungen, Berlin 1997.
- als Herausgeber zusammen mit Arnd Bauerkämper und Eike Hennig: Demokratiegeschichte der Bundesrepublik im 20. Jahrhundert: Spannungfelder – Argumente – Tendenzen, Schwalbach/Ts. : Wochenschau-Verlag 2007, ISBN 978-3-89974-212-1.

## Festschrift
- Klaus Fritzsche, Mark Arenhövel, Gerhard Freiling: Konflikte um Ordnung und Freiheit : Franz Neumann zum 60. Geburtstag ; sozialwissenschaftliche Beiträge, Pfungstadt ; Bensheim : Ed. Ergon 1995, ISBN 978-3-927960-25-1.

## Preise und Auszeichnungen
- Willy-Brandt-Medaille der SPD (2015)